# Káto Miliá
Káto Miliá är en ort i Grekland.   Den ligger i prefekturen Nomós Pierías och regionen Mellersta Makedonien, i den norra delen av landet, 280 km norr om huvudstaden Aten. Káto Miliá ligger 178 meter över havet och antalet invånare är 1 286.
Terrängen runt Káto Miliá är varierad. Runt Káto Miliá är det ganska glesbefolkat, med 32 invånare per kvadratkilometer. Närmaste större samhälle är Kateríni, 13,9 km öster om Káto Miliá. Trakten runt Káto Miliá består till största delen av jordbruksmark.